# Judson Kilpatrick

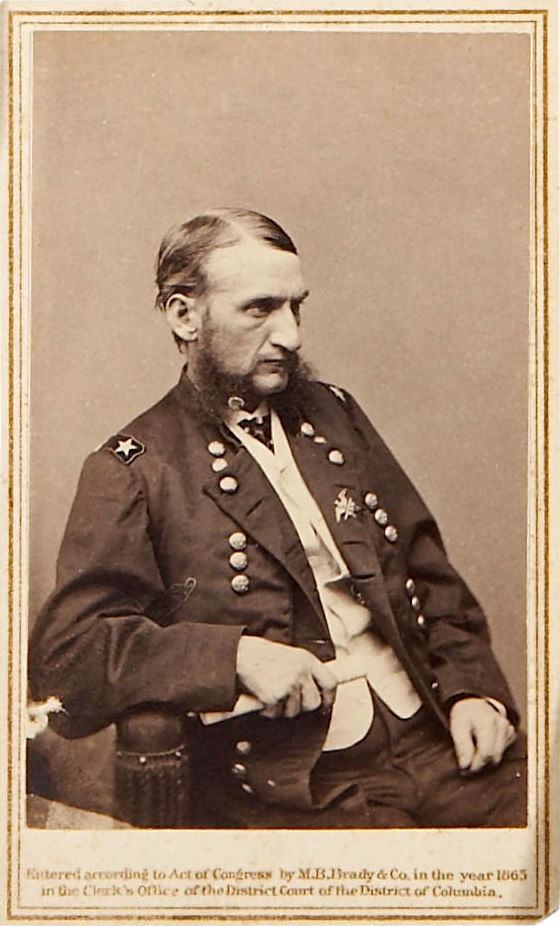
Judson Kilpatrick som generalmajor.

Judson Kilpatrick, född  1836, död 1881, var en kavallerigeneral i nordstatsarmén under det amerikanska inbördeskriget. På grund av sin slarviga befälsföring och vårdslöshet med sina soldaters liv gick han under öknamnet Kill-Cavalry.
Kilpatrick utexaminerades från West Point 1861 och blev underlöjtnant vid artilleriet, men konstituerades snart till kapten vid infanteriet och var en av de första som sårades under kriget. Inte långt därefter konstituerades han till överstelöjtnant vid kavalleriet och deltog som sådan i andra slaget vid Bull Run. Kilpatrick konstituerades till överste och regementschef i slutet av 1862 och deltog som brigadchef i kavalleristriderna under Chancellorsvillefälttåget. Befordrad till brigadgeneral deltog han i Gettysburgfälttåget 1863 som kavalleridivisionschef. Det var där han genom sina hänsynslösa anfallsorder fick sitt öknamn. 
1864 ledde Kilpatrick en räd mot Richmond, Virginia. Sedan en av hans underlydande chefer, överste Ulric Dahlgren stupat hävdade de konfedererade militärmyndigheterna att de på dennes kropp funnit planer på att mörda Jefferson Davis och andra höga sydstatsledare samt sätta eld på staden. Kontroverserna krig denna räd gjorde att Kilpatrick överfördes till Shermans armè där han var kavalleridivisionschef under slaget vid Atlanta och Shermans marsch mot havet. Kilpatrick konstituerades till generalmajor efter Appomattox 1865. Efter kriget återgick han till sin fredstida grad som kapten vid det reguljära artilleriet, men tog avsked och utnämndes av president Johnson till USA:s sändebud i Chile. Efter återkomsten till hemlandet 1868 var han en aktiv men inte framgångsrik republikansk politiker. President Garfield utnämnde honom på nytt till sändebud i Chile, där han dog strax efter ankomsten 1881.